# Cosmic Air
Cosmic Air – nieistniejąca nepalska linia lotnicza z siedzibą w Katmandu. Głównym węzłem był port lotniczy Katmandu.